# 霍杜特卡火山
霍杜特卡火山是俄羅斯的火山，位於堪察加半島南部，海拔高度2,090米，在更新世晚期形成，破火山口直徑7公里，最近一次火山噴發在公元2000年前左右發生。